# 미세스 브라운
《미세스 브라운》(Mrs Brown)은 미국에서 제작된 존 매든 감독의 1997년 드라마 영화이다. 주디 덴치 등이 주연으로 출연하였고 사라 커티스 등이 제작에 참여하였다.
이 영화는 1997년 칸 영화제의 주목할만한 시선 부문에서 상영되었으며 1997년 9월 5일 영국에서 개봉되었다.

## 출연

### 주연
- 주디 덴치
- 빌리 코놀리

### 조연
- 안토니 쉐
- 제프리 파머
- 리처드 파스코
- 데이비드 위스데드

## 기타
- 미술: 마틴 차일즈
- 의상: 데어드르 클란시
- Ass-PD: 폴 사로니

## KBS 성우진
- 박민아 - 빅토리아 여왕(주디 덴치)
- 설영범 - 존 브라운(빌리 코놀리)
- 이윤선 - 수상(안토니 쉐)
- 홍성헌 - 아치 브라운(제라드 버틀러)
- 안종국
- 온영삼
- 유만준
- 최문자
- 장승길
- 홍승섭
- 전유정
- 정훈석

## 같이 보기
- 빅토리아 (드라마)